# Комаягуа
Комаягуа (на испански: Ciudad de Comayagua) е град разположен в централната част на Хондурас, на 70 км северозапад от столицата Тегусигалпа. Административен център на департамент Комаягуа. Населението на града през 2008 година е 70 400 души.